# Prime luci dell'alba
Pour plus de détails, voir Fiche technique et Distribution.
Prime luci dell'alba (littéralement « première lueurs de l'aube ») est un film italien réalisé par Lucio Gaudino, sorti en 2000.

## Fiche technique
- Titre : Prime luci dell'alba
- Réalisation : Lucio Gaudino
- Scénario : Nicola Molino
- Musique : Andrea Guerra
- Photographie : Felice de Maria
- Montage : Patrizio Marone
- Production : Andrea De Liberato et Antonio Fusco
- Société de production : Caviar Produzioni
- Pays :  Italie
- Genre : Drame
- Durée : 86 minutes
- Dates de sortie : 
  -  Italie : 9 juin 2000

## Distribution
- Gianmarco Tognazzi : Edo
- Francesco Giuffrida : Saro
- Laura Morante : Anna
- Roberto Nobile : Nino Procida
- Giacomo Civiletti : le gardien du cimetière
- Antonino Bruschetta : Mirko Zappalà

## Distinctions
Le film a été présenté en sélection officielle en compétition lors de Berlinale 2000.